# Pedara
Pedara ist eine Stadt der Metropolitanstadt Catania in der Region Sizilien in Italien mit 15.161 Einwohnern (Stand 31. Dezember 2023).

## Lage und Daten
Pedara liegt 20 Kilometer nördlich von Catania am Südhang des Ätna. Die Einwohner arbeiten hauptsächlich im Holzhandel, im Tourismus und im Weinanbau.
Die Nachbargemeinden sind Mascalucia, Nicolosi, San Giovanni la Punta, Trecastagni, Tremestieri Etneo und Zafferana Etnea.

## Geschichte
Der Ort gehörte ursprünglich zu Catania. Seit 1642 ist die Gemeinde selbständig. Der Name des Ortes stammt von dem lateinischen Wort lapidaria (dt.: Steinbrüche). Der Stein um Pedara ist dunkel und fördert den Weinanbau.

## Sehenswürdigkeiten
- Pfarrkirche Annunziata nella sua città natale, renoviert nach dem Erdbeben 1693

## Persönlichkeiten
- Salvatore Nicolosi (1922–2014), römisch-katholischer Bischof von Noto